# Ted Stevens Anchorage nemzetközi repülőtér
A Ted Stevens Anchorage nemzetközi repülőtér (IATA: ANC, ICAO: PANC) az Amerikai Egyesült Államok Alaszkában található legjelentősebb nemzetközi repülőtere. Éves utasforgalma 4 901 000 fő (2022). Üzemeltetője az Alaska Department of Transportation & Public Facilities.
Teherforgalma alapján 2023-ban a világ 4. legnagyobb teherforgalmú repülőtere volt.

## Futópályák
A repülőtér futópályái:
- 07L/25R (10 600 ft, 150 ft, aszfalt)
- 07R/25L (12 400 ft, 200 ft)
- 15/33 (10 960 ft, 150 ft, aszfalt)

## Forgalom
Az utasforgalom az elmúlt években az alábbi módon változott:
| Utasok száma | 5 056 723 | 5 107 311 | 4 881 009 | 5 043 147 | 4 838 884 | 4 958 897 | 5 498 383 | 5 025 962 | 2 155 000 | 5 078 000 |
|              | 1998      | 2001      | 2004      | 2006      | 2009      | 2012      | 2015      | 2017      | 2020      | 2023      |